# 夏季オリンピック国際競技連盟連合
夏季オリンピック国際競技連盟連合（かきオリンピックこくさいきょうぎれんめいれんごう、英語: Association of Summer Olympic International Federations、略称 : ASOIF）は国際オリンピック委員会 (IOC) によって承認されたスポーツ団体である。別名オリンピック夏季大会競技団体連合（オリンピックかきたいかいきょうぎだんたいれんごう）。

## 概要
夏季オリンピックで実施される競技の国際競技連盟 (IF) が加盟する非営利スポーツ団体である。1983年5月30日に、1984年ロサンゼルスオリンピック正式競技である21のIFが参加して、当団体が設立されることが決定して発足した。以降、夏季オリンピック実施競技のIFが加入し、実施競技から外れるとIFは退会となる。公開競技のみの競技のIFは加入できなかった。追加種目のみのIFは準加盟となり、正式競技のIFは正加盟となる。準加盟にはオリンピック収入金は配分されない。
加盟している全IFは国際競技連盟連合 (GAISF) にも加盟しているが、GAISF評議会の評議員9名中3名の任命枠を持っている。英語の団体名称の単語の順序は冬季オリンピック国際競技連盟連合 (Association of International Olympic Winter Sports Federations) と異なっている。

## 加盟団体一覧
ASOIFには2020年11月10日現在、以下の28のIFが正加盟、5のIFが準加盟している。

### 正加盟
- アーチェリー: 世界アーチェリー連盟 (FITA) web
- 陸上競技: ワールドアスレティックス (WA) web(旧国際陸上競技連盟 (IAAF) web)
- バドミントン: 世界バドミントン連盟 (BWF) web
- バスケットボール: 国際バスケットボール連盟 (FIBA) web web
- カヌー: 国際カヌー連盟 (ICF) web
- 自転車競技: 国際自転車競技連合 (UCI / ICU) web
- 馬術: 国際馬術連盟 (FEI) web
- フェンシング: 国際フェンシング連盟 (FIE) web
- サッカー: 国際サッカー連盟 (FIFA) web
- ゴルフ: 国際ゴルフ連盟 (IGF) web
- 体操（体操競技、新体操、トランポリン）: 国際体操連盟 (FIG / IFG) web
- ハンドボール: 国際ハンドボール連盟 (IHF) web
- ホッケー: 国際ホッケー連盟 (FIH) web
- 柔道: 国際柔道連盟 (IJF) web
- 近代五種競技: 国際近代五種連合 (UIPM) web
- ローイング競技（旧ボート競技）: 国際ローイング連盟 (FISA) web
- ラグビー（7人制ラグビー）: ワールドラグビー (WR) web
- セーリング: 国際セーリング連盟 (ISAF) web
- 射撃: 国際射撃連盟 (ISSF) web
- 水泳 （競泳、飛込競技、アーティスティックスイミング、水球、オープンウォータースイミング）: 世界水泳連盟 (WA) web
- 卓球: 国際卓球連盟 (ITTF) web
- テコンドー: ワールドテコンドー (WT) web
- テニス: 国際テニス連盟 (ITF) web
- トライアスロン: ワールドトライアスロン (WT) web
- バレーボール（6人制バレーボール、ビーチバレー）: 国際バレーボール連盟 (FIVB) web
- ウエイトリフティング: 国際ウエイトリフティング連盟 (IWF) web
- レスリング: 世界レスリング連合 (UWW) web

### 準加盟
- 野球・ソフトボール: 世界野球ソフトボール連盟 (WBSC) web
- スポーツクライミング: 国際スポーツクライミング連盟 (IFSC) web
- 空手道: 世界空手道連盟 (WKF) web
- ローラースポーツ（スケートボード）: ワールドスケート (WS) web
- サーフィン: 国際サーフィン連盟 (ISA) web